# José de Lima Figueiredo
José de Lima Figueiredo (Rio de Janeiro, 2 de junho de 1902 — Rio de Janeiro, 3 de junho de 1956) foi um militar, político e intelectual brasileiro que atingiu o posto de general de divisão e foi deputado federal por São Paulo.

## Carreira militar
Filho de Francisco Figueiredo e Adélia Figueiredo, cursou o Colégio Militar do Rio de Janeiro (onde ganhou o Prêmio Anchieta, conferido ao melhor aluno em História e Geografia do Brasil), a Escola Militar do Realengo, a Escola de Aviação Militar, a Escola de Aperfeiçoamento de Oficiais, a Escola de Comando e Estado-Maior do Exército e a Escola Superior de Guerra.
Saiu aspirante a oficial em dezembro de 1922 na arma de Engenharia. Foi promovido sucessivamente: a segundo-tenente em maio de 1923; a primeiro-tenente em julho de 1924; a capitão em agosto de 1931; a major em setembro de 1937; a tenente-coronel em março de 1940; e a coronel em dezembro de 1944. Passou para a reserva no posto de general de divisão em 1951, aos 49 anos.
Serviu com Marechal Rondon em suas marchas pelo Brasil e também no então Ministério da Guerra como oficial de gabinete do Marechal Eurico Gaspar Dutra, futuro presidente da República (1946–1951).
Entre as condecorações recebidas, destacam-se a Medalha da Ordem do Tesouro Sagrado do Japão, a Medalha de Ouro General San Martín da Argentina, a Medalha da Ordem de Rio Branco e a Medalha do Mérito Militar do Exército Brasileiro como Grande Oficial.

## Participação política
No pleito de outubro de 1950, elegeu-se deputado federal por São Paulo, na legenda do Partido Social Democrático (PSD). Assumiu seu mandato na Câmara em fevereiro do ano seguinte e, nessa legislatura, tornou-se relator da Comissão de Segurança Nacional durante os debates em torno da campanha "O petróleo é nosso".
Participou ativamente, como representante dos militares, das discussões relacionadas à criação da Petrobras, manifestando-se a favor do monopólio estatal como solução para a exploração desse produto. Integrou a comissão de parlamentares, formada em julho de 1953, encarregada de examinar e dar pareceres sobre as emendas propostas no Senado. A emenda propunha a participação do governo na sociedade de economia mista, a ser criada para a exploração do petróleo, a participação dos estados na distribuição da receita dos impostos únicos sobre combustíveis líquidos e lubrificantes, e a participação dos estados produtores de petróleo nos resultados financeiros dessa empresa.
O exame do projeto encaminhado pelo governo ao Congresso Nacional resultou no triunfo da tese monopolista com a aprovação da Lei nº 2.004, no dia 3 de outubro de 1953. A lei garantiu o monopólio da União sobre a pesquisa, a lavra, a refinação e o transporte de petróleo em todo o país. Em janeiro de 1955, concluiu seu mandato.
Antes de ser eleito deputado federal, foi Diretor da Cia. Estrada de Ferro Noroeste do Brasil e vice-presidente do Conselho Nacional de Desportos.

## Percurso intelectual
José de Lima Figueiredo publicou intensamente em diferentes áreas do conhecimento. No âmbito da Geografia, publicou Limites do Brasil, Oeste Paranaense, O Acre e suas Possibilidades, Terras de Mato Grosso e Amazônia, As Fronteiras do Brasil, entre outros. No campo da História militar, publicou Casernas e Escolas, Brasil Militar, Grandes Soldados do Brasil e Getúlio Vargas e a Conquista do Sertão. Na área da Antropologia, escreveu Índios do Brasil e, na de Sociologia, Cidades e Sertões.
Como resultado de sua presença na China (como observador militar) e no Japão (como adido militar junto à embaixada nipônica), escreveu O Japão por Dentro, Um Ano de Observação no Extremo Oriente e No Japão Foi Assim.
No início de sua carreira, visando prover seus alunos na Arma de Engenharia com material em português, já que os compêndios disponíveis eram em francês, publicou Instrução de Transmissão, Transposição dos Cursos d'Agua para Todas As Armas e Sinalização a Braços e Ótica.
Além de livros, teve uma profícua atividade na grande imprensa do Rio de Janeiro e de São Paulo (Diário de Notícias, O Estado de S. Paulo, O Globo, Jornal do Comércio, etc.). Contribuiu também para revistas especializadas, como A Defesa Nacional e a Revista Brasileira de Geografia.
Fez parte da comissão organizadora do Instituto Militar de História e Geografia, onde ocupou a cadeira 39, integrou o Conselho Nacional de Geografia, foi sócio efetivo da The National Society of Geography (sediada em Washington, EUA) e participou da Comissão Diretora da Biblioteca do Exército. Foi sócio efetivo da Sociedade de Geografia do Rio de Janeiro, sócio honorário do Instituto Histórico e Geográfico de Mato Grosso, sócio honorário do Instituto Histórico e Geográfico do Paraná e sócio honorário do Instituto Histórico e Geográfico do Rio Grande do Sul.